# Kirk Manufacturing Company
Kirk Manufacturing Company war ein US-amerikanischer Hersteller von Fahrzeugen.

## Unternehmensgeschichte
Das Unternehmen hatte den Sitz in Toledo in Ohio. 1897 begann die Produktion von Fahrrädern. Der Markenname lautete Yale. 1899 wurden Automobile angekündigt. Erst im Sommer 1902 gingen sie in Produktion. Außerdem entstanden ab 1902 Motorräder.
1903 kam es zum Zusammenschluss mit der Snell Cycle Fittings Company und der Toledo Manufacturing Company, beide ebenfalls aus Toledo, zur Consolidated Manufacturing Company. Als Personen sind nun E. T. Breckenridge, Ezra E. Kirk, A. W. Coulter und J. B. R. Ransom genannt. Diese Gesellschaft setzte die Produktion von Automobilen bis 1905 fort. Eine Quelle gibt für Mai 1906 den Bankrott an. Eine andere Quelle meint, dass bis 1915 Motorräder gefertigt wurden. Die Verbindung zur Consolidated Manufacturing Company ist unklar. Die Personen weichen ab.
Es bestand keine Verbindung zur Saginaw Motor Car Company, die von 1916 bis 1918 den gleichen Markennamen für ihre Personenkraftwagen verwendete.

## Automobile
1902 erschien das Model A. Es hatte einen Zweizylindermotor mit Wasserkühlung. Er leistete 10 PS. Er trieb über ein Planetengetriebe und eine Kette die Hinterachse an. Der Aufbau war ein Tonneau. Nach Ausbau der hinteren Sitze wurde er zum Runabout. Ein Verkäufer aus Chicago erhielt 50 Fahrzeuge im Dezember 1902.
1903 blieb dieses Modell im Sortiment. Die Motorleistung wurde auf 12 PS erhöht. Die Wagen kosteten jetzt 1750 US-Dollar anstelle von 1500 Dollar im Vorjahr.
1904 kamen neue Modelle auf den Markt. Gemeinsamkeit war ein Zweizylindermotor mit 16 PS Leistung und ein Fahrgestell mit 213 cm Radstand. Model B war ein viersitziger Tourenwagen, Model C ein fünfsitziger Tourenwagen und Model D ein Canopy Top-Tonneau.
1905 war das Model E das kleinste Fahrzeug. Der Motor war nun mit 14/16 PS angegeben. Der Radstand betrug 211 cm. Der Tonneau mit Heckeinstieg bot Platz für fünf Personen. Das Model G war ähnlich, hatte aber 216 cm Radstand und seitlichen Einstieg. Spitzenmodell war das Model F. Es hatte einen Vierzylindermotor, der mit 24/28 PS angegeben war. Der Radstand betrug 264 cm. Karosseriert war es als fünfsitziger Tourenwagen.

## Modellübersicht
| Jahr | Modell  | Zylinder | Leistung (PS) | Radstand (cm) | Aufbau                         |
| ---- | ------- | -------- | ------------- | ------------- | ------------------------------ |
| 1902 | Model A | 2        | 10            |               | Detachable Tonneau 4-sitzig    |
| 1903 | Model A | 2        | 12            |               | Detachable Tonneau 4-sitzig    |
| 1904 | Model B | 2        | 16            | 213           | Tourenwagen 4-sitzig           |
| 1904 | Model C | 2        | 16            | 213           | Tourenwagen 5-sitzig           |
| 1904 | Model D | 2        | 16            | 213           | Canopy Top Tonneau             |
| 1905 | Model E | 2        | 14/16         | 211           | Rear Entrance Tonneau 5-sitzig |
| 1905 | Model F | 4        | 24/28         | 264           | Tourenwagen 5-sitzig           |
| 1905 | Model G | 2        | 14/16         | 216           | Side Entrance Tonneau 5-sitzig |